# Eduard Beaucamp
Eduard Beaucamp (* 15. Juni 1937 in Aachen) ist ein deutscher Kunstkritiker, Feuilleton-Redakteur und Publizist.

## Leben und Werk

Il Guercino (1591–1666): Madonna mit Kind, Öl auf Leinwand (Schenkung Beaucamps 2010)

Beaucamps Großvater war Rechtsanwalt und stammte aus Laon. Dessen Mutter war nach dem frühen Tod ihres Mannes nach Aachen gezogen. Eduard Beaucamp besuchte in Aachen das humanistische Gymnasium und absolvierte nach dem Abitur 1956 ein Volontariat und Ausbildung zum Verlagsbuchhändler in Köln. Anschließend studierte er Deutsche Literaturgeschichte, Kunstgeschichte und Philosophie an den Universitäten Freiburg im Breisgau und München. Er wurde 1966 an der Rheinischen Friedrich-Wilhelms-Universität Bonn bei Benno von Wiese mit einer Dissertation über Wilhelm Raabe zum Doktor der Philosophie promoviert. 1962 war er kurzzeitig Mitarbeiter von Rudolf Alexander Schröder in Bergen (Chiemgau).

### Bei derFrankfurter Allgemeinen Zeitung
Im Jahr 1966 ging er als Kunstkritiker und Feuilletonredakteur zur Frankfurter Allgemeinen Zeitung nach Frankfurt am Main. Bereits frühzeitig setzte er sich für die Avantgarde um Joseph Beuys ein „[…] und beteiligte sich begeistert an der Entdeckung der New Yorker Pop-Art. Dann aber äußerte er in den frühen Siebzigern als einer der Ersten Zweifel an der fortdauernden Vitalität der Moderne“. Beaucamp dokumentierte diese Bedenken 1976 in seinem Sammelband Das Dilemma der Avantgarde. 2002 wechselte er in den Ruhestand, er ist der Zeitung aber noch mit gelegentlichen Kritiken verbunden. Seine besondere Aufmerksamkeit und Wertschätzung gilt seit Ende der sechziger Jahre der Kunst in der ehemaligen DDR, vor allem der Leipziger Schule.

### Privatleben
Eduard Beaucamp ist verheiratet und lebt in Frankfurt am Main. Innerhalb einer Ausstellung 5 Sammler zeigen Ihre Favoriten zeigten Barbara und Eduard Beaucamp 2009 im Museum der bildenden Künste Leipzig ihre private Kunstsammlung. Im Dezember 2010 übergab das Ehepaar dem Frankfurter Kunstmuseum Städel ein Gemälde des italienischen Barockmalers Guercino als Schenkung. Im Jahr 2023 folgte eine Sammlung von Zeichnungen und Aquarellen des Malers Werner Tübke, die im engen Kontakt mit dem Künstler entstanden war. Die 46 Blätter wurden im Sommer 2025 in einer Ausstellung im Städel gezeigt.

## Schriften (Auswahl)

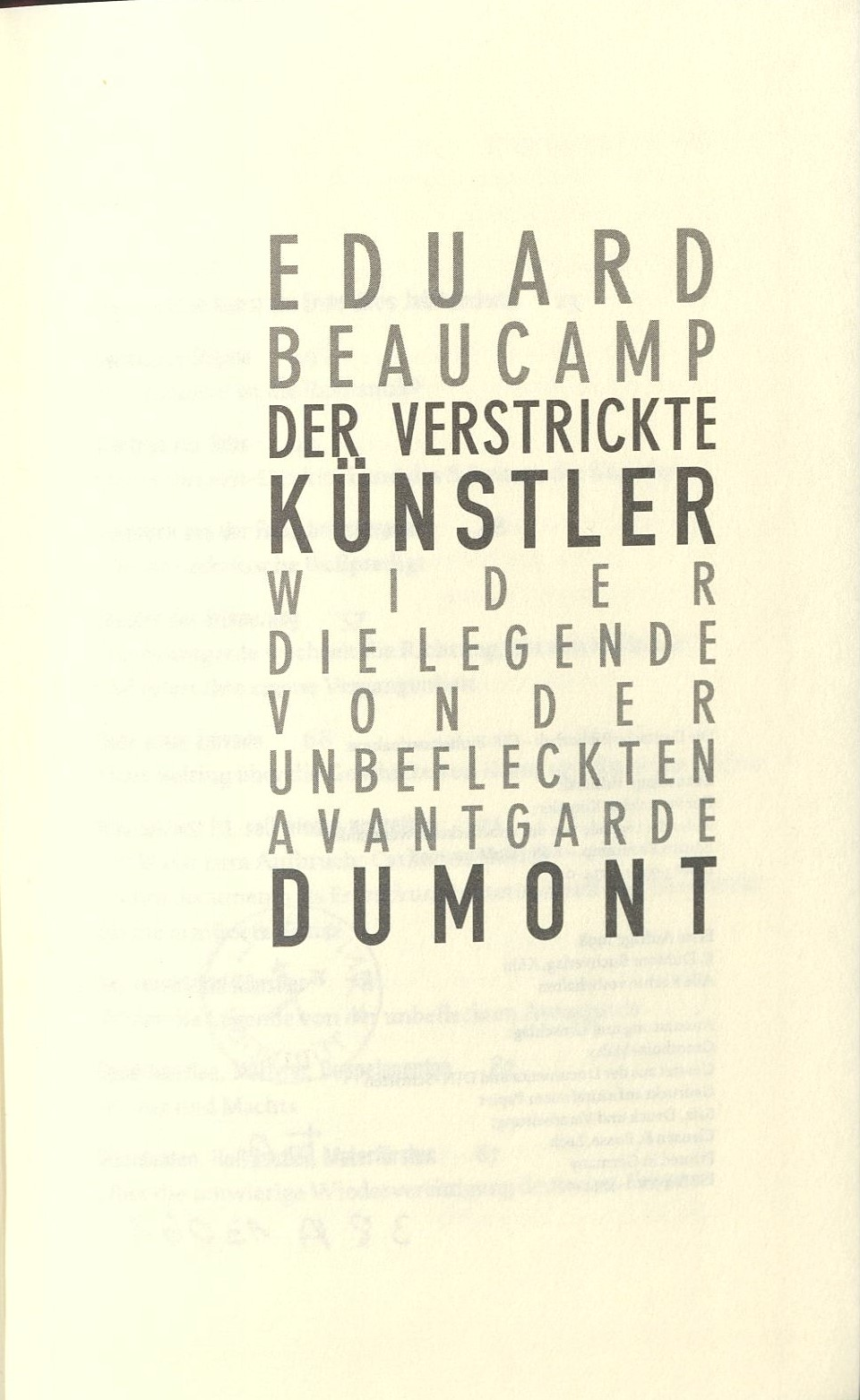
Der verstrickte Künstler (1998)

- Literatur als Selbstdarstellung. Wilhelm Raabe und die Möglichkeiten eines deutschen Realismus. Bouvier, Bonn 1968 (Dissertation).
- Das Dilemma der Avantgarde. Suhrkamp, 1976, ISBN 978-3-518-06829-8.
- Werner Tübke: Arbeiterklasse und Intelligenz. Eine zeitgenössische Erprobung der Geschichte. Fischer, 1985, ISBN 3-596-23922-2.
- Die befragte Kunst. Kritische Streifzüge von Donatello bis Beuys. Prestel, 1988, ISBN 3-7913-0856-4.
- Der verstrickte Künstler. Wider die Legende von der unbefleckten Avantgarde. DuMont, Köln 1998, ISBN 978-3-7701-4734-2.
- Werner Tübke. Meisterblätter. Prestel, 2004, ISBN 978-3-7913-3188-1.
- Werner Schmalenbach (Gespräche). Walther König, Köln 2011, ISBN 978-3-86335-049-9.
- Kunststücke. Ein Tanz mit dem Zeitgeist. Philo Fine Arts/Fundus-Bücher 211, Hamburg 2012, ISBN 978-3-86572-679-7.
- Im Spiegel der Geschichte. Die Leipziger Schule der Malerei. Herausgegeben von Matthias Bormuth, Richard Hüttel und Michael Triegel. Wallstein Verlag, Göttingen 2017, ISBN 978-3-8353-1720-8.
- Werner Tübke. Mein Herz empfindet optisch. Aus den Tagebüchern, Skizzen und Notizen. Herausgegeben und eingeführt von Annika Michalski und Eduard Beaucamp. Wallstein Verlag, Göttingen 2017, ISBN 978-3-8353-3036-8.
- Werner Tübke. „Wer bin ich?“ Briefe an einen Freund. Mit Essays von Eduard Beaucamp und Golo Mann. Herausgegeben von Matthias Bormuth und Annika Michalski. Wallstein Verlag, Göttingen 2021, ISBN 978-3-8353-3926-2
- Jenseits der Avantgarden. Texte und Gespräche zur zeitgenössischen Kunst. Herausgegeben von Michael Knoche. Wallstein Verlag, Göttingen 2022, ISBN 978-3-8353-5286-5

## Auszeichnungen
- 1990: Wilhelm-Heinse-Medaille der Akademie der Wissenschaften und der Literatur, Mainz
- 2006: Johann-Heinrich-Merck-Preis für literarische Kritik und Essay der Deutschen Akademie für Sprache und Dichtung, Darmstadt